# Киргизская духовная миссия
Киргизская духовная миссия — учреждение, образованное Святейшим синодом в 1881 году с целью обращения казахов (киргизов, киргиз-кайсаков, как их называли в царской России и в советское время с 1734 года до 1925 года) в православие. Центром миссии была Семипалатинская область. Находилась в подчинении основанной ранее Алтайской духовной миссии Тобольской епархии. В составе миссии были миссионер (Филарет Синьковский), переводчик и псаломщик. В 1883 году в Усть-Каменогорске (центр Киргизской миссии) состоялось первое крещение казаха Елембая.
По указу Синода Киргизская миссия выведена из состава Алтайской с 31 января 1895 года, её главой назначен иеромонах Сергий (Петров), возведенный в должность архимандрита. После выделения из Томской и Тобольской епархий отдельной Омской епархии миссия передана в новосозданную епархию. В том же году состав миссии расширился до десяти сотрудников, в числе которых было пять новокрещёных казахов, которые получили русские имена и фамилии. Центр миссии сместился из Усть-Каменогорска в казачий поселок Буконь, рядом с которым был построен выселок Преображенское для «новокрещенцев».
В начале XX века миссии удалось достигнуть показателя 60 крещений в год (показатель Алтайской миссии был в 5 раз выше). На казахский язык был переведён Символ веры, книги Библии, а также молитвы и текст для таинства крещения.
К 1 января 1913 года в состав Киргизской миссии Омской епархии входили восемь станов: Центральный, Преображенский (или Буконьский), Мало-Владимирский, Шульбинский, Татарский, Атбасарский, Знаменский миссионерский женский монастырь, Еленинский, Черноярский. Православную паству составляли 6112 человек обоего пола, из них русских 6022 человека и новокрещёных из киргиз 290 человек.
Миссия была упразднена в 1917 году. В целом миссии не удалось достигнуть поставленных целей, поскольку крещение приняла ничтожная часть казахского общества (батраки-джатаки, работавшие на казаков), а мотивом принятия новой веры нередко была корысть, так как «новокрещенцы» получали ряд льгот и привилегий.

## Начальники
- 1881—1882 — Владимир (Петров)
- 1882—1891 — Владимир (Синьковский)
- 1891—1899 — Сергий (Петров)
- 1899—1901 — Макарий (Павлов)
- 1901—1906 — Владимир (Тихоницкий)
- 1906—1917 — Киприан (Комаровский)